# Quebrada Algarrobilla
La  quebrada Algarrobilla o río Nacimiento es el lecho de un curso natural de agua, hoy prácticamente seco, en la cuenca del Salar de Atacama, en la Región de Antofagasta.

## Trayecto
Se inicia en la ladera norte del cerro Colajti (3982 m) y continúa hacia el oeste por cerca de 35 kilómetros hasta su término, unos 5 kilómetros al este del camino principal. En sus últimos kilómetros se ven terrazas de cultivos abandonados. Más arriba, la quebrada ha cortado profundamente los mascizos de la cordillera.: 176 
La quebrada Algarrobilla es una de los afluentes que fluyen al salar de Atacama desde el oriente.: 174–176 